# Procesní řízení
Procesní řízení neboli Business Process Management (BPM) je soubor činností, které se týkají plánování a sledování výkonnosti zejména realizačních firemních procesů. Velmi často využívá znalostí, zkušeností, dovedností, nástrojů, technik a systémů k definování, vizualizaci, měření, kontrole, informování a zlepšování procesů, aby mohly být úspěšně a důkladně splněny požadavky zákazníků za současné optimální rentability svých aktivit.

## Základní informace o procesním řízení
Jedná se o manažerskou disciplínu i technologii opřenou o uchopení struktur firmy, její architektury a jejího řízení prostřednictvím podnikového modelu („Enterprise Model“). Ten musí zachytit základní rozměry podnikání:
- jeho cíle
- hodnototvorné procesy
- jejich organizační, znalostní i informační infrastruktury a podpůrné technologie

Cílem BPM je zajištění rozměrů podnikání ve všech jejich vazbách a dynamice změn s využitím možností vývoje informační technologie. BPM navazuje na koncept reengineeringu podnikových procesů, který v roce 1993 ve své knize Reengineering the corporation : A Manifesto For Business Revolution. New York: Harper Business, 1993. ISBN 0-88730-687-X. formulovali M. Hammer a J. Champy a vývojově postupně konverguje s nejnovějším pojetím tzv. Enterprise Architecture. Někdy bývá procesní řízení s reengineeringem zaměňováno.
Kromě výše zmíněných popisů existuje celá řada dalších rozšířených pojetí a přístupů procesního řízení:
- Procesní řízení je filozofie řízení, která hájí integrované pojetí řízení procesu od začátku do konce, včetně elementárních činností, v nichž vzniká produkt nebo služba pro daného zákazníka.
- Procesní řízení je systematický, datově orientovaný přístup ke zlepšování výkonnosti organizace. Jedná se o přístup identifikující příležitosti ke zlepšení s použitím prověřených metod řešení problémů.
- Procesní řízení je vyhodnocení, a v případě potřeby restrukturalizace, funkcí systému s cílem zajistit co nejefektivnější a nejhospodárnější provádění procesu.
- Procesní řízení je plánování a řízení činnosti nezbytných k dosažení vysoké úrovně výkonnosti procesů a v identifikování příležitostí ke zlepšení kvality, provozní výkonnosti a trvalého uspokojování zákazníků. Zahrnuje návrh, řízení a kontrolu a zlepšování klíčových procesů organizace.
- Procesní řízení je soubor činností plánování a monitoringu provádění procesů a obzvláště klíčových procesů organizace. V tomto případě se často zaměňuje s reengineeringem.
- Pojem procesní řízení označuje sled činností, které organizace provádí za účelem optimalizace svých klíčových procesů, nebo je přizpůsobuje svým novým potřebám.

### Procesní řízení vs. funkční řízení
Předchůdcem procesního řízení a zároveň bývalým zástupcem jednoho z nejhojnějších manažerských přístupů řízení organizace (téměř po celých 200 let) je tzv. funkční přístup (funkční řízení). Jeho autorem je Adam Smith.
Princip funkčního řízení tkví v rozložení výrobních procesů na menší jednodušší jednotky, tedy na nejjednodušší úkony. Tato dekompozice složitých, sofistikovanějších činností na velmi jednoduché kroky má jeden hlavní účel: tyto jednoduché, dekompozicí vzniklé úkony může pak provádět kterýkoli nekvalifikovaný pracovník, na rozdíl od původních velmi složitých činností.
Ovšem kromě této velmi užitečné výhody má funkční řízení i řadu zásadních nevýhod. Tyto nevýhody následně vedou ve funkčně řízených společnostech ke špatně dokumentovanému chování a postupům. Tyto chyby a nedostatky jsou natolik zásadní, že efektivnost funkčního řízení byla náhle velmi oslabena a poklesla. Proto tedy procesní řízení sesadilo funkční řízení z vedoucí pozice manažerského řízení organizace, jelikož všechny nedostatky a nevýhody funkčního řízení odstraňuje.

### Historie
Procesní řízení se vyvíjelo ve třech etapách (vlnách). První vlna probíhala kolem roku 1920. Hlavním představitelem, který s ní byl spojený, byl Frederick Winslow Taylor. Procesy v pracovních postupech měly být odděleny do samostatných manuálů. Process management byl označován jako „analýza metod a procedur“. Druhá vlna skončila v minulém desetiletí. Tehdejší teorie byla taková, že u procesů by měl proběhnout jednorázový ruční reengineering. Byl kladen důraz na BPR a to zejména pány Champy a Hammer. Na začátku 90. let se snažili prosadit přechod na nový způsob řízení organizací. Třetí vlna, která popisuje dnešní situaci, by již měla poskytovat tvorbu podnikových procesů za pochodu. Existuje poměrně dostatek zkušeností z procesního modelování a jsou také známy dopady při přechodu na procesní řízení. Bylo také vytvořeno několik základních standardů.

## Výhody a nevýhody

### Výhody
Procesní řízení odstraňuje všechny nevýhody funkčního řízení. Kromě toho má i několik dalších hlavních výhod, díky kterým je jedním z nejpoužívanějších a efektivních přístupů.
Striktně definovaná zodpovědnost za procesZodpovědnost je v procesním řízení definována na všech úrovních a je striktně dodržována, protože proces definuje aktivity, které nejsou předávány pryč z procesního týmu, a zodpovědnost je tak dobře zpětně vysledovatelná. U funkčního řízení se tato výhoda nevyskytuje.
Možnosti optimalizaceTato vysoká možnost optimalizace je dána množstvím informací, které popisy procesů poskytují. Rozlišuje se optimalizace manuální nebo automatická s podporou softwaru.
Uložení know-howTato výhoda je nesmírně důležitá, jelikož je v dnešní době největší hodnotou společnosti právě know-how. Procesní řízení vše usnadňuje tím, že know-how se neukládá v hlavách zaměstnanců, nýbrž v podobě procesů, resp. v jejich popisech. Tyto informace lze pak následně jednoduše sdílet a měnit.
Reakce na dynamické změny okolíPokud má společnost namodelovány procesy a řídí se jim správně, je pak pro ni mnohem jednodušší reagovat na možné změny. Vše tedy spočívá jen v úpravě procesů a implementaci těchto změn do běžného běhu firmy. Výsledek této výhody je v okamžité reakci na menší změny v procesech a v kratších časových prodlevách, když se objeví změny větší.
Zprůhlednění organizaceDnes se často vyskytuje vzájemná spolupráce mezi firmami. Firma disponuje dodavateli, partnery a zákazníky. Aby vše fungovalo správně a vztahy byly efektivní, je potřeba pochopit potřeby ostatních stran. Namodelováním procesů ve vztahu k ostatním organizacím je umožněno definovat lépe tyto vztahy.
Podpora v informačních technologiíchProcesy, které byly úspěšně namodelovány, je možné implementovat pomoci informačního systému. Výhodou implementace a namodelování procesů v informačním systému je efektivní využití procesů.
ISODnes hodně společností usiluje o dosažení určitého stupně kvality a o získání certifikátu ISO. Aby mohl být certifikát udělen, je nutné, aby firma měla procesy písemně definovány a implementovány v praxi.
Unifikace popisu pracovních postupůKaždá společnost, organizace má své definované pracovní postupy a chování. Je ovšem důležité tyto postupy a chování nějakým způsobem popsat a definovat. Jednou z nejlepších možností jsou právě procesy. Výsledný popis je pak unifikovaný a lépe čitelný. V případě nepoužití procesů je popis chování pro každou část společnosti odlišný a neunifikovaný, což se dá považovat za nevýhodu.

### Nevýhody
Mezi hlavní nevýhody procesního řízení patří:
Obtížný přechod na nový způsob řízeníNevýhody procesního řízení jsou velmi často spjaté s přechodem z funkčního (liniového) řízení na procesní. Nejedná se v žádném případě o jednoduchý krok. Je třeba překonat funkční způsob myšlení, změnit podnikovou kulturu, učinit řadu technologických změn apod. Velmi často se stává, že přechod na nový způsob řízení (procesní řízení) není dotažen do konce a změna způsobu řízení se nekoná.
Neochota zaměstnanců popisovat a překonávat know-howTato tendence neochoty je v ČR stále velmi patrná. Hlavní důvod zaměstnanců, proč tak činí je, že by ztratili svou výhodu a stali se tak snadno nahraditelnými.
Méně častý výskyt pozic Business Process Analyst nebo Process DesignersU procesního řízení je hlavním předpokladem modelování a optimalizování procesů. Dle literatury tuto činnost zastávají pracovníci na pozicích tzv. Business Process Analyst nebo Process Designers. Ovšem u nás nejsou tyto pozice zcela běžné.

## Procesní řízení a procesy

### Procesní řízení a vývoj procesů
Pod pojmem procesní řízení si většina zasvěcených lidí představí definování procesů společnosti. Kromě procesů má společnost také další cíle, např. zpřehlednění chování společnosti a umožnění jejího vylepšování, což umožňuje opět procesní řízení a je to pro to základem. Jeden z hlavních důvodů této činnosti je, že procesy umožní lépe pochopit chování společnosti, její strukturu, potřeby a slabé stránky apod. Pokud takto pochopíme celou společnost, je pak snazší ji i procesy efektivně zoptimalizovat.
Kniha Procesní řízení a neustálý vývoj popisuje způsob udržení neustálého vývoje ve společnosti:
- Strategie – V prvním kroku společnost nejprve stanovuje strategii, která je definována top-managementem. Tato strategie definuje cíle a směr, kam bude společnost do budoucna směřovat. Funguje jako vstupní informace aktivity, které mají na starosti modelování procesů.
- Modelování procesů – Výsledkem této fáze je popis procesů. Je většinou uložen ve formě dat a slouží pro vytvoření důležité procesní mapy.
- Vykonávání procesů – V této fázi se procesy, které byly namodelované v předchozí fázi, implementují do praxe. Těmito procesy se následně společnost řídí a její činnost naprosto odpovídá modelu procesů. Zkrátka nesmí se od něj odchylovat a vše vykonávat v souladu s definicemi daného vykonávaného procesu.
- Analýza procesů – Analýza procesů slouží k poskytnutí informací o procesech. Jedná se o velice důležitý krok, jelikož bez něj by nebyla možné zkoumání ani optimalizace těchto procesů. Jako zdroj pro analýzu slouží dvě předchozí fáze: Modelování procesů a Vykonávání procesů. Modelování procesů poskytuje informace v podobě dat, jelikož popis proces je uložen ve formě dat. Fáze Vykonávání procesů produkuje informace ze dvou možných zdrojů: od zaměstnanců realizující procesy a z informačního systému společnosti.
- Optimalizace procesů – Optimalizace procesů obdržuje výstupy z předchozí fáze Analýza procesů. Tyto výstupy jsou následně zpracovávány, aby mohly být provedeny návrhy vedoucí ke zlepšení procesů a tím i aktivity společnosti. Výsledkem tak mohou být i malé i radikální změny procesů, které vedou k efektivnějším výstupům společnosti. Pokud se jedná o menší změny, jsou ihned aplikovány do procesů společnosti a to již zmiňovaným modelem procesů. V případě větších změn, jsou návrhy nejprve zpracovávány top-managementem. Jejich vyhodnocení může vést až ke kompletní změně strategie společnosti. Po tomto radikálním kroku probíhají opět všechny zmiňované kroky: Strategie ⇒ Modelování procesů ⇒ Vykonávání procesů ⇒ Analýza procesů ⇒ Optimalizace procesů.

### Procesní mapa (model)
Procesní mapu lze definovat jako schematické znázornění průběhu procesu jako sledu určitých činností – výsledek mapování procesů. Jedná se o tzv. soubor aktivit a činností pracovníků podniku souvisejících s činností podniku s cílem naplnit podnikatelský cíl. Jako základní prvek procesní mapy je označován proces.
Procesní mapa znamená důležitý pojem v procesním řízení. Jelikož každá společnost disponuje velkým množstvím procesů, a s přesáhnutím jejich úměrného zvladatelného množství rapidně klesá jejich přehlednost a čitelnost, díky procesní mapě je umožněno jejich přehlednost zajistit a zachovat.
Tvorba procesních map zpravidla probíhá dle některé z modelovacích konvencí. Procesy jsou organizovány do skupin, které jsou reprezentovány jedním procesem. Vznikají tak celé hierarchie procesů.
Hlavním procesem může například být Hierarchie procesů v procesní mapě
V tomto hlavním procesu jsou zahrnuty tyto procesy:
- poptávka
- nabídka
- objednávka
- financování

Procesy poptávka a objednávka jsou dále děleny na další podúrovně, které znamenají další aktivity. Procesy nabídka a financování se dále nedělí. Procesní mapa tedy znamená „pohled na procesy společnosti od abstraktní úrovně až po detailní úroveň“.
Procesní mapa umožňuje pohled na procesy z různých úhlů. V procesech je pak umožněno se vyznat i tomu člověku, který princip chodu společnosti nezná.

## Modelovací nástroje procesního řízení
V procesním řízení je potřeba určitý nástroj k zachycení modelu procesů. Nejlepší volbou je vizuální nástroj a to z důvodu lepší přehlednosti a přesnějšího popisu procesu, což by běžný text v takové míře neumožňoval. Takovýto grafický nástroj by měl obsahovat určitou notaci základních prvků procesů jako je: samotný proces, aktivita, zdroj, dokument apod. Dále by měl umožňovat jako statický, tak dynamický pohled na proces. Je také potřeba, aby daný vybraný nástroj pro vizualizaci procesních modelů implementoval metodiku, kterou společnost (firma) využívá. Metodika totiž řídí kroky jak uživatelů, tak návrhářů procesů a umožňuje tak rozlišení důležitých činností od těch méně podstatných a pomáhá určit, co je v danou chvíli zásadní. Ovšem je ale důležité zmínit, že žádný, ani sebelepší, modelovací nástroj sám o sobě nestačí k modelování procesů.
Existuje několik druhů modelovacích nástrojů:
- Obecné modelovací nástroje – Slouží primárně k modelování systémů. Jedná se o jazyky UML, DFD či Petriho sítě.
- Speciální modelovací nástroje – Jejich primární účel je popis a modelování procesů. Jedná se např. o BPMN.

### Příklady modelovacích nástrojů (jazyků)
- UML
- BPMN (Business Process Modeling Notation)
- ARIS
- Konečný stavový automat – FSM (Finite State Machine)
- Petriho sítě (Petri Nets)
- Diagram datových toků – DFD (Data Flow Diagram)
- Metoda EPC (Event-driven Proces Chain)
- Specifické nástroje výrobců informačních systémů